# 爱丽丝漫游城市
《爱丽丝漫游城市》（德語：Alice in den Städten）是一部1974年西德黑白公路电影，溫·韋德斯执导。该片是导演拍摄的「公路片三部曲」的首部，后两部为《歧路》（The Wrong Move，1975) 和《公路之王》(Kings of the Road，1976)。

## 剧情
故事表现了一位成年男子和一个小女孩在一起经历的奇妙之旅。
德国摄影记者Phil Winter过着流浪式的生活，一次他被派到美国完成一项采访，但他只顾着摄影反而没有完成任务，于是想乘坐飞机回国。在纽约市的机场他与一位急着要回德国的女士结识，后来由于她还有事情要办，于是委托Phil带着她那九岁的小女孩Alice先回阿姆斯特丹。Phil于是带着Alice回到阿姆斯特丹，之后他与Alice一起踏上了寻找Alice祖母的住处之旅。

## 角色
- 鲁迪格·福格勒（Rüdiger Vogler） - Phil Winter
- Yella Rottländer - Alice
- Lisa Kreuzer - Alice的母亲
- Sibylle Baier - 一位妇女